# Nogat de Montelaimar
El nogat de Montelaimar o torró de Montelaimar és un tipus de nogat (no és torró) fet amb ou, mel i ametlla i amb denominació d'origen produït a la vila occitana de Montelaimar, situada al sud de França. Aquesta denominació és reservada a productes que continguin pel cap baix 30 % d'ametlles, o 28 % d'ametlles i 2 % de pistatxos, i 25 % de mel.